# Joseph Heller
Joseph Heller (Nueva York, 1 de mayo de 1923-East Hampton, estado de Nueva York, 12 de diciembre de 1999) fue un novelista estadounidense cuya novela Catch-22 (1961) fue una de las obras más significativas de la literatura de protesta aparecida después de la Segunda Guerra Mundial. La novela satírica fue un éxito popular, y en 1970 apareció una versión cinematográfica.

## Biografía
Heller era hijo de judíos rusos emigrados a Estados Unidos. Durante la Segunda Guerra Mundial, voló en 60 misiones de combate como bombardero de las Fuerzas Aéreas estadounidenses en Europa. Estudió en las universidades de Nueva York, Columbia y Oxford, y acabó enseñando inglés en la Universidad Estatal de Pensilvania. Trabajó como redactor publicitario para las revistas Time (1952-56) y Look (1956-58) y como director de promoción para McCall's (1958-61), mientras escribía Catch-22 en su tiempo libre. Era un admirador de la obra de Louis-Ferdinand Céline y de James Patrick Donleavy.
Se hizo famoso con su primera novela, Catch-22 (Trampa-22 en español), publicada en 1961, donde realiza una crítica a la ética militar estadounidense coincidiendo con la guerra de Vietnam. El héroe (o antihéroe) de esta novela es el aviador Yossarian, quien pretende alegar demencia para escapar del servicio militar, a lo que las autoridades le responden que no querer llevar a cabo misiones aéreas es signo de salud mental. En 1970 se realizó una película basada en la novela.

## Obras

### Novelas
- Trampa 22 (Catch-22), 1961
- Algo pasó (Something Happened), 1974
- Tan bueno como el oro (Good as Gold), 1979
- Dios sabe (God Knows), 1984
- Poética (Poetics), 1987
- Figúrate (Picture This), 1988
- Hora de Cierre (Closing Time), 1994
- Portrait of an Artist, as an Old Man, 2000

### Teatro
- Bombardeamos en New Haven (Bombed in New Haven), 1968
- El proceso de Clevinger (Clevinger's Trial), 1974